# クライド・ウォーリアー
クライド・マートン・ウォーリアー（Clyde Merton Warrior、1939年8月31日 － 1968年7月）は、アメリカインディアンの民族運動家、著述家。

## 来歴
1939年8月31日、オクラホマ州ポンカ市で、ポンカ族のグロリア・コリンズを母親に生まれた。母方の祖父母のマーサとビルのコリンズ夫妻は「伝統派」インディアンで、クライドは祖父母の下での共同体で育った。祖父母からクライドはさまざまな部族の伝統歌を教えてもらい、10代でパウワウの「ファンシー・ダンス」（風変わりな踊り）の優勝者となった。
クライドはオフラホマのロートンのキャメロンJr大学に進み、1962年に「著名なインディアン学生賞」を獲得した。また「南西部インディアン若者会議」（SRIYC）の議長も務めた。
1966年、オート＝ミズーリ族インディアン女性のデラ・ホッパーと結婚。二人の娘を得た。また、ノースイースタン州立大学で学士号を取得した。

### 「全米インディアン若者会議」の設立
1961年、シカゴでインディアン全国団体「アメリカインディアン国民会議」（NCAI）が大会議を開き、合衆国のインディアン絶滅政策に対する対策が議論された。クライドは「SRIYC」メンバーとしてこの集会に参加していたが、合衆国の傀儡にすぎない部族会議議長たちによる、保守的な運動提示に対して失望し、反対意見を表明。「若者は声を挙げるべきだ」として独自に仲間を募った。
シカゴの会議の後、メル・トム（パイユート族）やハーブ・ブラッチフォード（ナバホ族）、シャーリー・ヒル・ウィット（モホーク族）、マリー・ナカニ（ウィンネバーゴ族）、ビビアン・ワンフェザー（ナバホ族）らインディアンの若い男女は自分たちを「シカゴ評議会の若者会議」と名乗り、その夏に、ニューメキシコ州のギャラップで「全米インディアン若者会議」（NIYC）を結成し、2000人から成る大組織に育てた。
「NIYC」は、インディアンに対する合衆国の不当な扱いや差別、「インディアン管理局」（BIA）の無能ぶりを白日に晒すため、「NCAI」が嫌った直接的な抗議運動を展開し、アメリカ白人社会の耳目を集めるようになった。1963年には、ワシントンD.C.で、インディアンの条約権利回復要求を掲げ、「NIYC」による抗議行進を決行した。
1960年代中期に、クライドは当時インディアン社会に強い影響を与えた『あなたはどれですか？　若いインディアンの5つのタイプ』と『我々には自由が無い』という二つのエッセイを著している。
晩年はアルコール使用障害に苦しみ、肝硬変で1968年7月に死去した。28歳だった。彼の碑銘には「新しいインディアンの理想主義の、新鮮な空気」と刻まれている。

## 発言
クライドは、1967年に連邦議会で開かれた「地方の貧困に関する大統領査問委員会」で、「NYIC」のスポークスマンとして次のような証言を行っている。